# Siġġiewi
Siġġiewi (również Is-Siġġiewi, hist. Città Ferdinand) – jedna z jednostek administracyjnych na Malcie.